# The Comet
The Comet – amerykański fanzin skupiający się na tematyce science fiction. Uważa się, że był pierwszym tego typu wydawnictwem na świecie.

## Historia
Redaktorami fanzinu byli Raymond A. Palmer i Walter Dennis. Po raz pierwszy został opublikowany w maju 1930 r. przez Science Correspondence Club w Chicago, Illinois. Drugi numer, datowany na lipiec 1930 r., nosił został zatytułowany „?”. Trzeci numer, datowany na sierpień 1930 r., przyjął swój kolejną nazwę – Kosmologia. Pod tym tytułem działał przez kolejne lata aż do 1933, kiedy to zakończono jego wydawanie.